# Kreditnota
En kreditnota kan udstedes som led i afvikling af en handel. Ved levering af varen udsteder sælger en faktura. Kreditnotaen kan herefter udskrives af flere årsager f.eks.:
- Varen leveres tilbage
- Det fakturerede stykantal er større end det leverede
- Den fakturerede stykpris er højere end aftalt
- Der er fejl ved det leverede, som berettiger til prisnedslag

Køber skal herefter betale forskellen mellem fakturabeløbet og kreditnotaen til sælger. Har køber allerede betalt fakturaen medfører kreditnotaens udstedelse at køber opnår et tilgodehavende hos sælger.
Betegnelsen kreditnota udspringer af at notaens udvisende krediteres købers konto hos sælger

## Udformning
- Såvel det krediterede antal, priser som kreditnotaens totalbeløb angives som positive tal.
- Det ligger i dokumentets navn "Kreditnota", at kreditnotaens indhold modsvarer en fakturering.